# Grace Minová
Grace Minová, nepřechýleně Grace Min (* 6. května 1994 Atlanta, Georgie) je americká profesionální tenistka a juniorská vítězka US Open 2011, když ve finále zdolala Francouzku Caroline Garciovou. Deblový titul získala také na juniorce Wimbledonu 2011 spolu s Kanaďankou Eugenií Bouchardovou. Ve své dosavadní kariéře nevyhrála na okruhu WTA Tour žádný turnaj. V rámci okruhu ITF získala do června 2013 tři tituly ve dvouhře a ve jeden čtyřhře.
Na žebříčku WTA byla ve dvouhře nejvýše klasifikována v dubnu 2013 na 162. místě a ve čtyřhře pak v září 2012 na 308. místě. Trénuje ji Troy Hahn.
První dvouhru v hlavní soutěži grandslamu odehrála na pařížském French Open 2013, kde ji po postupu z kvalifikace vyřadila kazašská kvalifikantka Galina Voskobojevová ve vyrovnaném utkání 64–, 4–6 a 5–7.
Debutový titul na okruhu ITF si připsala v lednu 2012 na dvorcích floridského Innisbrooku, když turnaj vyhrála z pozice kvalifikantky. V sedmizápasové vítězné šňůře porazila Kolumbijku Catalinou Castañovou, Lauren Davisovovou a Gail Brodskyovou. V březnu téhož roku postoupila do druhého finále ve floridském Clearwateru, kde si mezi posledními osmi hráčkami poradila se šedesátou pátou hráčkou světa Anastasií Jakimovovou, ale v boji o titul nestačila na Španělku Garbiñe Muguruzaovou Blancovou. O dva měsíce později získala druhý titul ITF, když ve floridském Indian Harbour Beach nejdříve vyřadila první nasazenou a 97. hráčku světa Irinu Falconiovou, v semifinále otočila utkání proti Kristě Hardebeckové z nepříznivého stavu 2–6 a 2–4, až do konečného výsledku 2–6, 7–5 a 6–1. V den svých osmnáctých narozenin pak získala trofej výhrou nad Marií Sanchezovou poměrem 6–4 a 7–6.
V americkém fedcupovém týmu neodehrála do roku 2014 žádné utkání.

## Finálové účasti na turnajích okruhu ITF
| $100,000 tournaments |
| $75,000 tournaments  |
| $50,000 tournaments  |
| $25,000 tournaments  |
| $10,000 tournaments  |

### Dvouhra: 5 (3–2)
| Stav       | Č. | Datum           | Turnaj                    | Povrch | Soupeřka ve finále  | Výsledek      |
| ---------- | -- | --------------- | ------------------------- | ------ | ------------------- | ------------- |
| Finalistka | 1. | 17. října 2011  | Rock Hill, USA            | tvrdý  | Romina Oprandiová   | 7–5 6–1       |
| Vítězka    | 2. | 9. ledna 2012   | Innisbrook, USA           | tvrdý  | Gail Brodskyová     | 2–6, 6–2, 6–4 |
| Finalistka | 3. | 12. května 2012 | Clearwater, USA           | tvrdý  | Garbiñe Muguruzaová | 0–6, 1–6      |
| Vítězka    | 4. | 30. dubna 2012  | Indian Harbour Beach, USA | antuka | Maria Sanchezová    | 6–4, 7–6(4)   |
| Vítězka    | 5. | 14. května 2012 | Raleigh, USA              | antuka | Tamaryn Hendlerová  | 3–6, 6–2, 6–3 |

### Čtyřhra: 2 (1–1)
| Stav       | Č. | Datum          | Turnaj           | Povrch | Spoluhráčka      | Soupeřky ve finále                       | Výsledek         |
| ---------- | -- | -------------- | ---------------- | ------ | ---------------- | ---------------------------------------- | ---------------- |
| Vítězka    | 1. | 12. října 2009 | Cleveland, USA   | antuka | Jamie Hamptonová | Tarakaa Bertrandová Elizabeth Lumpkinová | 6–1, 6–2         |
| Finalistka | 1. | 25. září 2011  | Albuquerque, USA | antuka | Melanie Oudinová | Alexa Glatchová Asia Muhammedová         | 6–4, 3–6, [2–10] |

## Finále na juniorce Grand Slamu

### Dvouhra juniorek: 1 (1–0)
| Stav    | Rok  | Turnaj  | Povrch | Soupeřka ve finále | Výsledek      |
| ------- | ---- | ------- | ------ | ------------------ | ------------- |
| Vítězka | 2011 | US Open | tvrdý  | Caroline Garciaová | 7–5, 7–6(7–3) |

### Čtyřhra juniorek: 1 (1–0)
| Stav    | Rok  | Turnaj    | Povrch | Spoluhráčka         | Soupeřky ve finále           | Výsledek      |
| ------- | ---- | --------- | ------ | ------------------- | ---------------------------- | ------------- |
| Vítězka | 2011 | Wimbledon | tráva  | Eugenie Bouchardová | Demi Schuursová Tang Haochen | 5–7, 6–2, 7–5 |

## Finále na juniorském okruhu ITF

### Dvouhra: (7–5)
| Stav       | Č. | Datum             | Turnaj                    | Povrch | Soupeřka ve finále   | Výsledek |
| ---------- | -- | ----------------- | ------------------------- | ------ | -------------------- | -------- |
| Vítězka    | 1. | 19. května 2007   | Marietta, Spojené státy   | tvrdý  | Elizabeth Begleyová  | 6–0 6–1  |
| Vítězka    | 2. | 26. května 2007   | Norcross, Spojené státy   | tvrdý  | Whitney P. Kayová    | 6–2 7–6  |
| Vítězka    | 3. | 15. července 2007 | Plantation, Spojené státy | antuka | Whitney P. Kayová    | 6–4 6–1  |
| Vítězka    | 4. | 4. srpna 2007     | Peachtree, Spojené státy  | antuka | Whitney P. Kayová    | 6–4 6–3  |
| Finalistka | 1. | 21. ledna 2008    | Bolton, Velká Británie    | tvrdý  | Polina Lejkinová     | 2–6 2–6  |
| Vítězka    | 5. | 28. června 2008   | Atlanta, Spojené státy    | tvrdý  | Courtney Dolehideová | 6–3 6–0  |